# Takifugu plagiocellatus
Takifugu plagiocellatus är en fiskart som beskrevs av Li 2002. Takifugu plagiocellatus ingår i släktet Takifugu och familjen blåsfiskar. Inga underarter finns listade i Catalogue of Life.